# Hybrid Broadcast Broadband TV
Hybrid Broadcast Broadband TV(HbbTV) та галузевих стандартів (ETSI TS 102 796) і рекламні ініціативи для гібридного цифрового телебачення в цілях приведення мовлення, IPTV і широкосмугових поставок розваг до кінцевого споживача через підключені телевізори (Smart TV) і приставки. HbbTV консорціум, перегрупування цифрового мовлення та Інтернет-галузі, є встановлення стандарту на поставку телевізійного мовлення та широкосмугового телевізора вдома, через єдиний інтерфейс користувача, створення відкритої платформи в якості альтернативи фірмовим технологіям. Продукти і послуги з використанням стандарту HbbTV можуть працювати на різних технологіях мовлення, таких як супутникові, кабельні або наземні мережі.[джерело?]
HbbTV - це об'єднання двох проектів, які народилися в лютому 2009 року, з французького проекту H4TV та німецького HTML і профіль проекту.
HbbTV може показувати цифрове телебачення, контент якого складається з різних джерел, включаючи традиційні телевізійні мовлення, Інтернету і підключених пристроїв в будинку. Для перегляду гібриду цифрового TV, споживачам знадобиться гібридні IPTV приставки з різними вхідними роз'ємами, в тому числі Ethernet , а також принаймні один тюнер для приймання TV-сигналів. Тюнер в гібридних приставках може показувати цифрове ефірне телебачення (DVB-T, DVB-Т2), цифрове кабельне телебачення (DVB-с, ДВБ-С2) і цифрове супутникове (стандарт DVB-S, ДВБ-S2).
HbbTV вперше було продемонстровано у 2009 році у Франції, Télévisions та двома розробниками технологій Set Top Box, Inverto Digital Labs у Люксембурзі та Pleyo у Франції, для спортивного турніру Roland Garros з трансляцією DTT та підключенням до Інтернету, а також у Німеччині використовуючи супутник "Астра" на 19,2 ° на схід під час виставок IFA та IBC.
У червні 2014 року HbbTV асоціації об'єдналася з відкритим IPTV форумом, подібна галузь організації наскрізного протоколу інтернет телебачення (IPTV) послуг утворилася в 2007 році, який працював у тісному співробітництві з ініціативою стандарту hbbtv в браузері і медіа специфікації для мережевих телевізорів і приставок. Обидві ініціативи були об'єднані в рамках стандарту HbbTV. Асоціації банер, тому що ринки для IPTV, ОТТ і гібридні мовлення та широкосмугового телебачення зближуються.
У вересні 2016 року було оголошено, що Смарт-ТВ Союз, заснований в 2012 році у компанії LG, Panasonic, Toshiba і TP Vision, злитися з стандарту HbbTV, розширення сфери застосування стандарту HbbTV Специфікація для вирішення більш-топ послуг та оптимізації стандартів. Злиття планується завершити протягом року.

## Додатки і споживчі товари
Послуги, що надаються в рамках стандарту HbbTV, включають в себе посилений Телетекст, послуг, відео за запитом, ТЕЛЕГІД, інтерактивну рекламу, персоналізацію, голосування, ігри, соціальні мережі та інші мультимедійні додатки.
На прес-конференції в травні 2010р. у мовній та поза конференції в Лондоні, Томас Вереде, VP Products Management Media на SES, заявив, що очікує, що пристрої HbbTV будуть випускатися на комерційній основі з червня 2010р.. З введенням споживчого ринку на виставці IFA побутової електроніки у Берліні у вересні 2010. Wrede також зазначив, що Humax і Videoweb мали відповідні продукти, і що на нещодавній виставці ANGA Cable в Кельні, 12 виробників демонстрували пристрої HbbTV, а ще шість працювали над впровадженням продуктів.

## Переваги
Пристрої  HbbTV дозволяють споживачам переглядати всі ці додаткові послуги на своєму телевізорі з плоским екраном через один пристрій. На додаток, до широкого асортименту Контенту з ТБ провайдерів – починаючи від традиційного телевізійного віщання, відео за запитом та телевізійні послуги, такі як Бі-бі-сі iplayer від – гібрид цифрового ТБ також забезпечує споживачам доступ на користувальницький контент зберігається на зовнішній жорсткий диск або хмарне сховище, а цілий ряд сучасних інтерактивних сервісів та Інтернет-додатків.
Гібридні телевізійні пристрої стають все більш популярним серед операторів платного телебачення, оскільки вони спрямовані на задоволення тенденцій, що змінюють використання медіа для більшої кількості відеозображення, розширеної інтерактивності та інтернет-програм, таких як соціальні мережі. Оператори, такі як n, підрозділ ITI Neovision у Польщі, і Telekom Austria є двома лідерами у розміщенні гібридних приставних пристроїв. Нагороди World TV Forum за 2010 рік визнали гібридне рішення як кращий інтерактивний телевізійний сервіс/додаток: рішення, розроблене компанією Advanced Digital Broadcast, - це перша трибічна гібридна платформа, яка дозволяє переглядати вміст, що подається через супутникові, наземні та Ethernet мережі на телебаченні.

## Членство в консорціумі
Консорціум HbbTV налічує понад 50 членів, що надають підтримку від промисловості CE та Broadcast, в тому числі:
- Стандартизація та дослідницькі органи: Digital TV Group, EBU, Fraunhofer IIS, Fraunhofer FOKUS, IRT, TNO
- Мовлення: Abertis Telecom, Canal +, Eutelsat, France Télévisions, NRJ 12, RTL Group, SES, TDF, TF1
Редактори проміжного програмного забезпечення для пристроїв СЕ: ANT Software Ltd, iPlus Technologies, OpenTV, Opera Software, Access, Espial, TARA Systems, HTTV, Irdeto, NDS, Kudelski, Viaccess, Motive Television, Seraphic[8]
- Виробники пристроїв та компонентів CE: TP Vision, Samsung, Sony, LG, LOEWE, Sharp, STMicroelectronics, Humax, Haier, Kaon Media, TechniSat, TechnoTrend, iPlus Technologies
- Тестові будинки для пристроїв СЕ: Eurofins Digital Testing (раніше цифрові телевізійні лабораторії)

Повний список компаній, офіційно підтримуючи ініціативу на сайті HbbTV.
Члени керуючої групи консорціуму HbbTV представляють: Abertis, Astra, Ant Software Ltd, Eurofins Digital Testing, Європейське мовлення, France Télévisions, IRT, OpenTV, Opera, RTL, Samsung, Sony, TF1, TP Vision.
У травні 2011 року, в електронному листи, надісланому від імені керівної групи HbbTV  консорціуму, прихильникам консорціуму було запропоновано стати повноправними членами. Перехідні заходи до відкриття членство передбачає зняття ряду пільг, в тому числі участь у нарадах та внесок у майбутніх версіях специфікації, від прихильників, які не підписувалися. Вартість членства становить близько 7000 євро за перший рік.

## Стандарт
А також допомагає споживачам/глядачів, введення стандарту HbbTV є вигідним для обох виробників обладнання і контент-провайдерів, які в даний момент доводиться виробляти обладнання або матеріали, характерні для кожної країни, щоб зустрітися стандартом де-факто в цій країні. Створення єдиного європейського стандарту HbbTV стандарт "власників контенту і розробники додатків можуть писати ще і розгорнути для багатьох країн".
У специфікації стандарту HbbTV розроблений промисловості члени консорціуму і на основі елементів існуючих стандартів і вебтехнологій, в тому числі відкритих для IPTV форум, ЧЕА, ДВБ, і консорціуму W3C.
В Європейський Мовний Союз Генеральна Асамблея надала свою підтримку стандарту hbbtv ініціативу і описав технологію, як "одне з найбільш захоплюючих подій у ЗМІ сьогодні".
Стандартна специфікація була подана до кінця листопада 2009 р. До ETSI, який опублікував його за посиланням ETSI TS 102 796 у червні 2010 р. Існує супровідний тестовий пакет, який надає набір тестових матеріалів для перевірки реалізації пристроїв HbbTV, придатних для виробників. пристроїв, включаючи програмні й апаратні компоненти, що реалізують специфікацію HbbTV (ETSI TS 102 796 v1.1.1). У листопаді 2012 року Eurofins Digital Testing (тоді Digital TV Labs) став першим зареєстрованим тестовим центром.
Застосування для HbbTV на основі HTML, використовуючи HTML5 та мову інтерфейсу користувача CE-HTML, але використовуйте лише підкласи стандартних вебстандартів, розробники повинні використовувати спеціальні інструменти перевірки.
| HbbTV видання | ETSI видання                          |
| ------------- | ------------------------------------- |
| HbbTV 1.0     | TS 102 796 v1.1.1 - червень 2006 року |
| HbbTV 1.5     | TS 102 796 v1.2.1 – листопад 2012     |
| HbbTV 2.0     | TS 102 796 v1.3.1 – листопад 2015     |

Очікується, що наступна додаткова версія стандарту HbbTV включатиме функціональні можливості платформи інтерактивного проміжного програмного забезпечення MHEG-5, що використовується для цифрового ефірного телебачення у Великій Британії, для полегшення переходу від MHEG-5 до HbbTV як мандантованої системи у Великій Британії.

## Безпека та конфіденційність
Близько 90% смарт-телевізорів, вразливих до віддаленого хакерства через сигнали Rogue TV Рафаель Шеел з Oneconsult AG розробив дистанційну експлуатацію на базі радіочастот, використовуючи HbbTV, що забезпечує кореневий доступ. Він подає зустрічні заходи у своєму виступі 22 лютого 2017 року на семінарі Європейського мовленнєвого союзу з медіа-кібербезпеки.
Академічне дослідження Колумбійського університету виявило можливі недоліки безпеки стандарту HbbTV. Згідно з блогом Мартіна Герфуста (згадана в документі Колумбія), стандарт HbbTV дозволяє зловмиснику ввести шкідливе програмне забезпечення у смарт-телевізор із підтримкою HbbTV, що може спричинити його виконувати різні дії, такі як зміна відображуваного вмісту, вилучення Bitcoins або атакуючи інші пристрої, підключені до мережі, до якої підключено телевізор.
Асоціація HbbTV відповів на звіти із заявою "HbbTV вітає та оцінює наукові дослідження щодо загроз безпеці на телебаченні та на телебаченні на основі наших специфікацій. Асоціація HbbTV постійно аналізує такі ситуації та встановила, що існує обмежений потенціал для на відміну від цього дослідження. Тим не менш, як і раніше, наша майбутня специфікація HbbTV включатиме додаткові відповідні рішення безпеки".
У 2013 році дослідники з TU Darmstadt виявили широке використання технологій вебаналітики, таких як сторонні файли cookie, у вмісті HbbTV для відстеження шаблонів перегляду.

## Подальше читання
- Складному світі стандарту hbbtv: на білому папері з цифровим телебаченням лабораторії на стандартному.

## Зовнішні посилання
- Сайт стандарту hbbtv [Архівовано 5 жовтня 2017 у Wayback Machine.]
- Проект OpenHbb (французькою мовою)
- Стандарту Hbbtv Ресурсів [Архівовано 15 січня 2020 у Wayback Machine.]